# Барбара Лоден
Барбара Лоден (англ. Barbara Loden, нар. 8 липня 1932, Ешвілл, Північна Кароліна, США — пом. 5 вересня 1980, Нью-Йорк, США) — американська акторка, режисерка та сценаристка. Лауреатка премії «Тоні» (1964) в номінації «Найкраща жіноча роль другого плану в п'єсі» за роль Меггі з п'єси «Після падіння» (1963).
У 1970 році Лоден написала, поставила і знялася у фільмі «Ванда», революційному незалежному фільмі, який отримав Міжнародну премію критиків на Венеціанському кінофестивалі 1970 року. Протягом 1970-х вона продовжувала працювати над режисурою бродвейських та регіональних театральних постановок, а також стала режисеркою двох короткометражних фільмів. 

## Життєпис
Барбара Лоден народилася 8 липня 1932 року в Ешвіллі (штат Північна Кароліна, США).
Лоден, яка була акторкою театру і кіно, комедіанткою, кінорежисеркою, сценаристкою, продюсеркою і фотомоделлю, почала свою кар'єру на початку 1950-х років. У 1963 році Лоден зіграла роль Меггі в п'єсі «Після падіння» і в наступному році отримала премію «Тоні» в номінації «Краща жіноча роль другого плану в п'єсі» за цю роль.
Була у шлюбі з Лоуренсом Йоахімом, після розлучення одружилася з Еліа Казаном, з яким перебувала в шлюборозлучному процесі на момент своєї смерті. Від кожного зі шлюбів мала сина.
48-річна Барбара Лоден померла 5 вересня 1980 року в Нью-Йорку (США) після року боротьби з раком молочної залози і раком легенів.

## Фільмографія
| Рік  |    | Українська назва | Оригінальна назва                  | Роль           |
| ---- | -- | ---------------- | ---------------------------------- | -------------- |
| 1957 | с  | Перша студія     | Studio One                         | Дарлін         |
| 1960 | ф  | Шалена річка     | Wild River                         | Бетті Джексон  |
| 1961 | ф  | Розкіш в траві   | Splendor in the Grass              | Джіні Стемпер  |
| 1962 | с  | Прем'єра Алкоа   | Alcoa Premiere                     | Бетті Джонсон  |
| 1962 | с  | Оголене місто    | Naked City                         | Пенні Соннерс  |
| 1966 | тф |                  | CBS Playhouse: The Glass Menagerie | Лаура Вінгфілд |
| 1970 | ф  | Ванда            | Wanda                              | Ванда Горонскі |
| 1973 | тф | Затемнення       | Fade In                            | Джин           |
| 1975 | кф |                  | The Frontier Experience            | Делайла Фаулер |